# Берген (Кимгау)
Берген (нем. Bergen) — община в Германии, в земле Бавария.
Подчиняется административному округу Верхняя Бавария. Входит в состав района Траунштайн. Подчиняется управлению Берген. Население составляет 4912 человек (на 31 декабря 2010 года). Занимает площадь 36,91 км².